# Pudim
Na Grã-Bretanha e em alguns países da Commonwealth, pudding ("pudim") é uma denominação genérica para sobremesa.

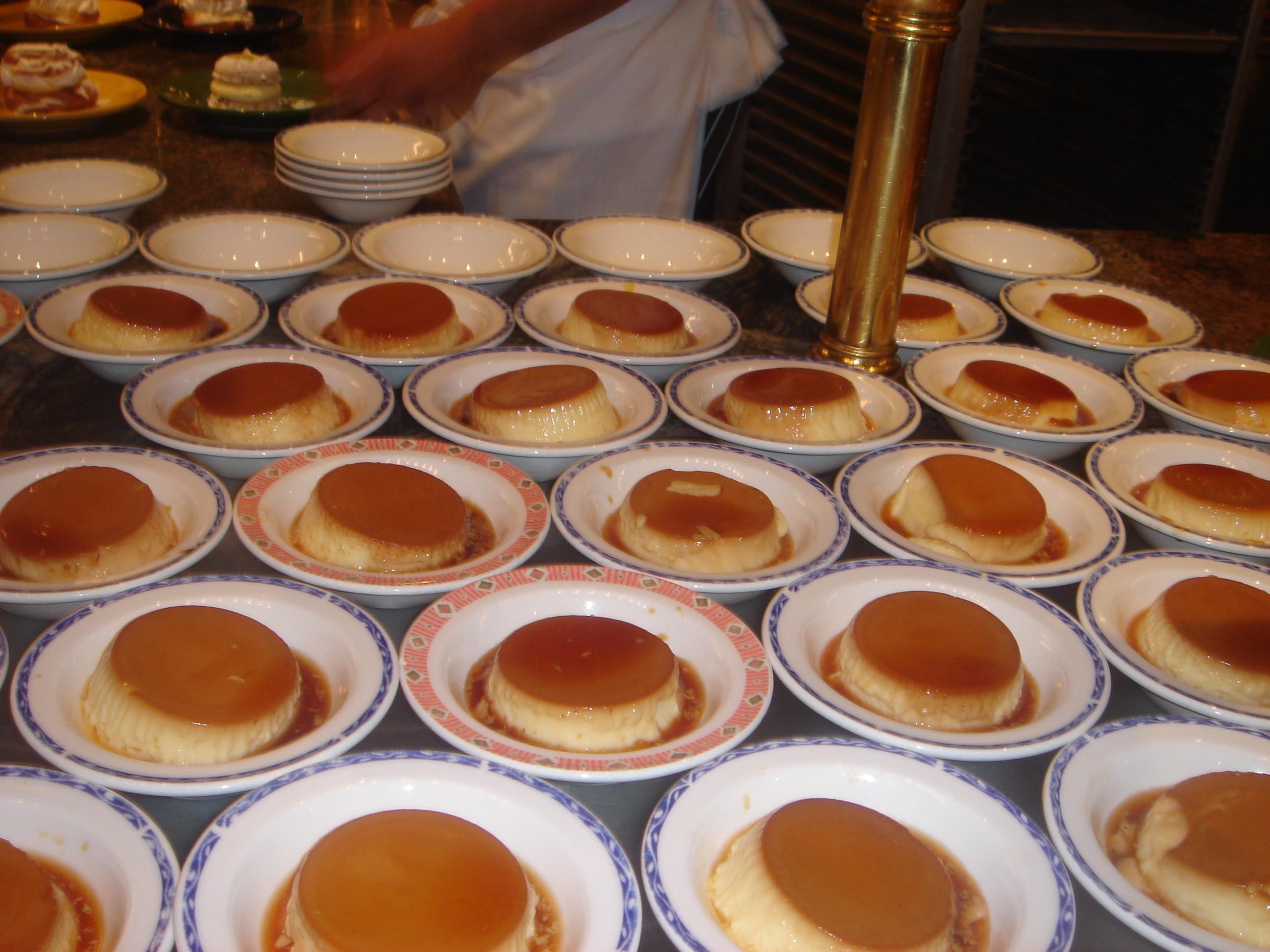
Pudim de Las Vegas

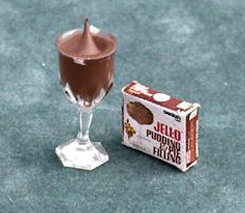
Pudim de sobremesa

Pudim é a denominação genérica de dois tipos de alimentos. Saber qual desses dois alimentos é considerado pudim varia entre diversas regiões geográficas.

## Primeiro tipo

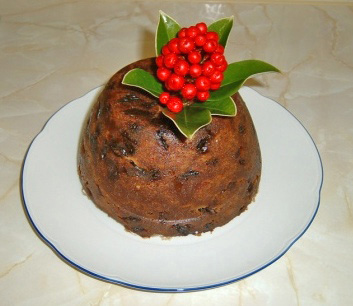
Pudim de Natal

Os pudins antigos são apresentados em forma de massa sólida, constituída pela mistura de vários ingredientes unidos por uma liga que pode incluir farinha de trigo (como no Pudim de Yorkshire), sangue (pudim preto), ovos (pudim de pão), ou uma mistura de gordura e farinha ou algum outro cereal (pudim de ameixa). Esses tipos de pudim podem ser assados, cozidos ou fervidos. Esse tipo ainda é comum em vários lugares, especialmente na Grã-Bretanha, e pode ser o prato principal de uma refeição ou a sobremesa.
Como prato principal, pudins cozidos eram uma refeição comum a bordo dos navios da Marinha Real nos séculos XVIII e XIX, e constituíam-se no modo usual pelo qual as rações diárias de farinha e gordura eram preparadas.
Muitos pudins de sobremesa desse tipo lembram bolos, mas são mais úmidos e geralmente servidos em bocados numa tigela, em vez de fatias, acompanhado de manjar ou sorvete. Esse é o tipo de prato que a palavra pudim evoca à Austrália (por exemplo, o pudim de Natal ou a forma britânica do pudim de chocolate). Embora outros pratos sejam denominados pudins na Austrália (por exemplo, o pudim de arroz ou o pudim instantâneo, os quais pertencem à segunda categoria, abaixo), em tais casos a palavra é quase sempre qualificada com um adjetivo.

## Segundo tipo
O tipo mais novo de pudim pode ser tanto um prato de sobremesa como pode ser consumido sem ser um acompanhamento. O preparo habitual faz com que o açúcar e outros ingredientes sejam solidificados por meio de algum agente estrutural gelificante como amido de milho, gelatina, ovos, tapioca e outras féculas. A esse tipo pertencem o manjar e o manjar branco. Eles estão disponíveis em apresentações que exigem algum cozimento ou prontos para consumo. Alimentos relacionados incluem sobremesas de gelatina tais como Jell-O e as geleias de mocotó.

## Pudins de leite condensado

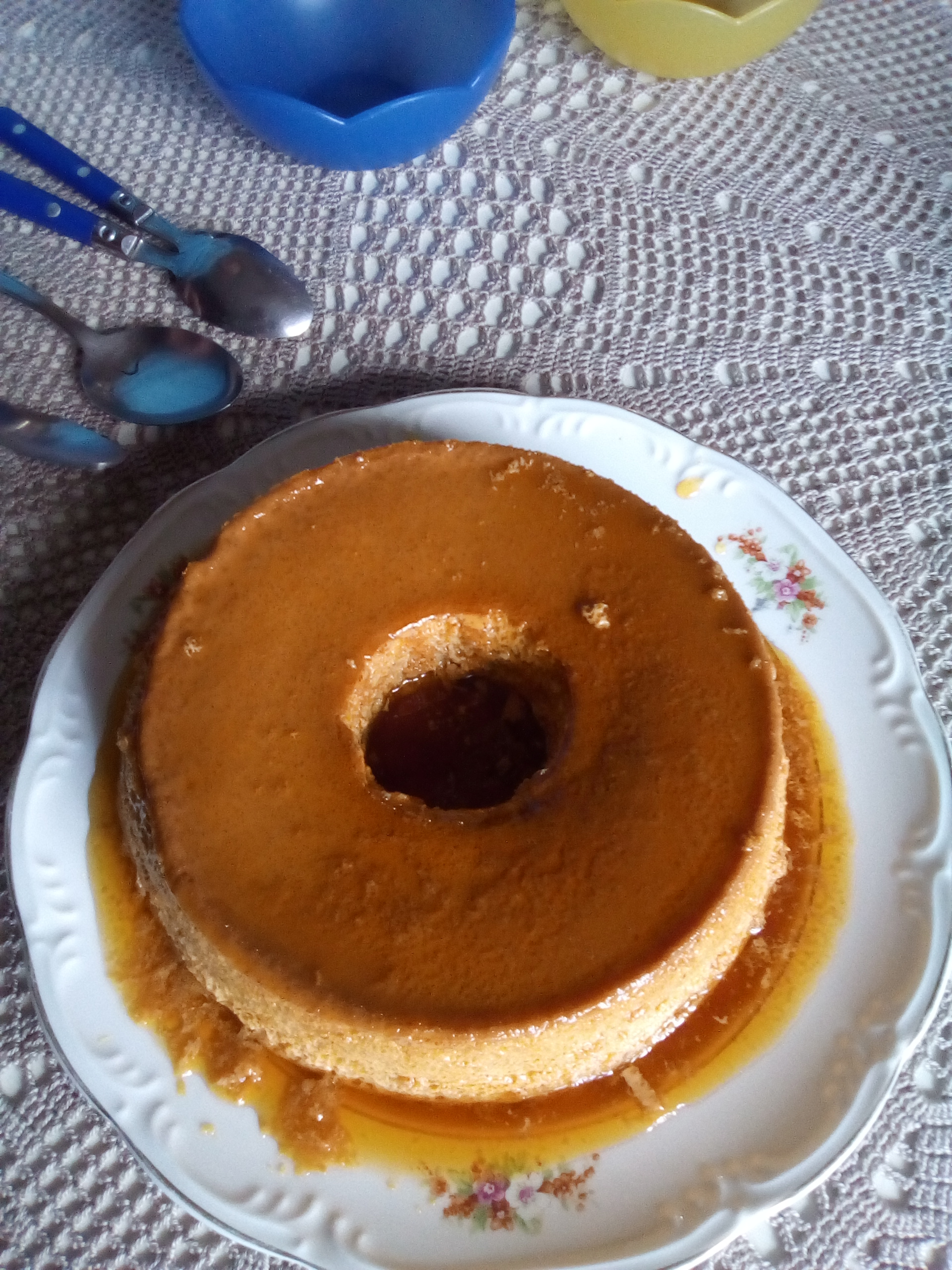
Pudim caseiro de leite condensado

Os pudins, nascidos nos navios da Marinha Real nos séculos XVIII e XIX, com a mistura de farinha e gordura, evoluíram com o passar do tempo, até chegarem à receita popularmente conhecida hoje.

### Em português
- A sobremesa
- Receitas para Vinho do Porto

### Em inglês
- «Puddings, Cakes and Biscuits» (em inglês)